# Grenache blanc
Le grenache blanc est un cépage de raisins blancs d'origine espagnole.

## Origine et répartition géographique
Le grenache blanc (tout comme le grenache gris) est une mutation du grenache. Tout comme lui, les origines de ce cépage blanc sont catalanes et plus particulièrement  des provinces de Barcelone et de Tarragone. Ce cépage fut introduit en France sous l'influence des conquêtes médiévales des ducs d'Aragon. Des plaines du Roussillon, son extension s'est ensuite poursuivi vers la Provence et les Côtes du Rhône méridional.
Le cépage est aujourd'hui cultivé principalement dans toute la région méditerranéenne. Avec 5 896 hectares en France (en 2018), il fait partie de l'encépagement des vins blancs de Châteauneuf-du-pape, Lirac, Coteaux-varois, Rasteau, Banyuls, Maury et Rivesaltes.
En Espagne, on cultive le cépage dans les régions de Tarragone, d'Aragon et de Navarre. La superficie plantée y est de 2 256 hectares en 2009.
Des petites plantations sont connues en Grèce et en Afrique du Sud.

## Caractères ampélographiques

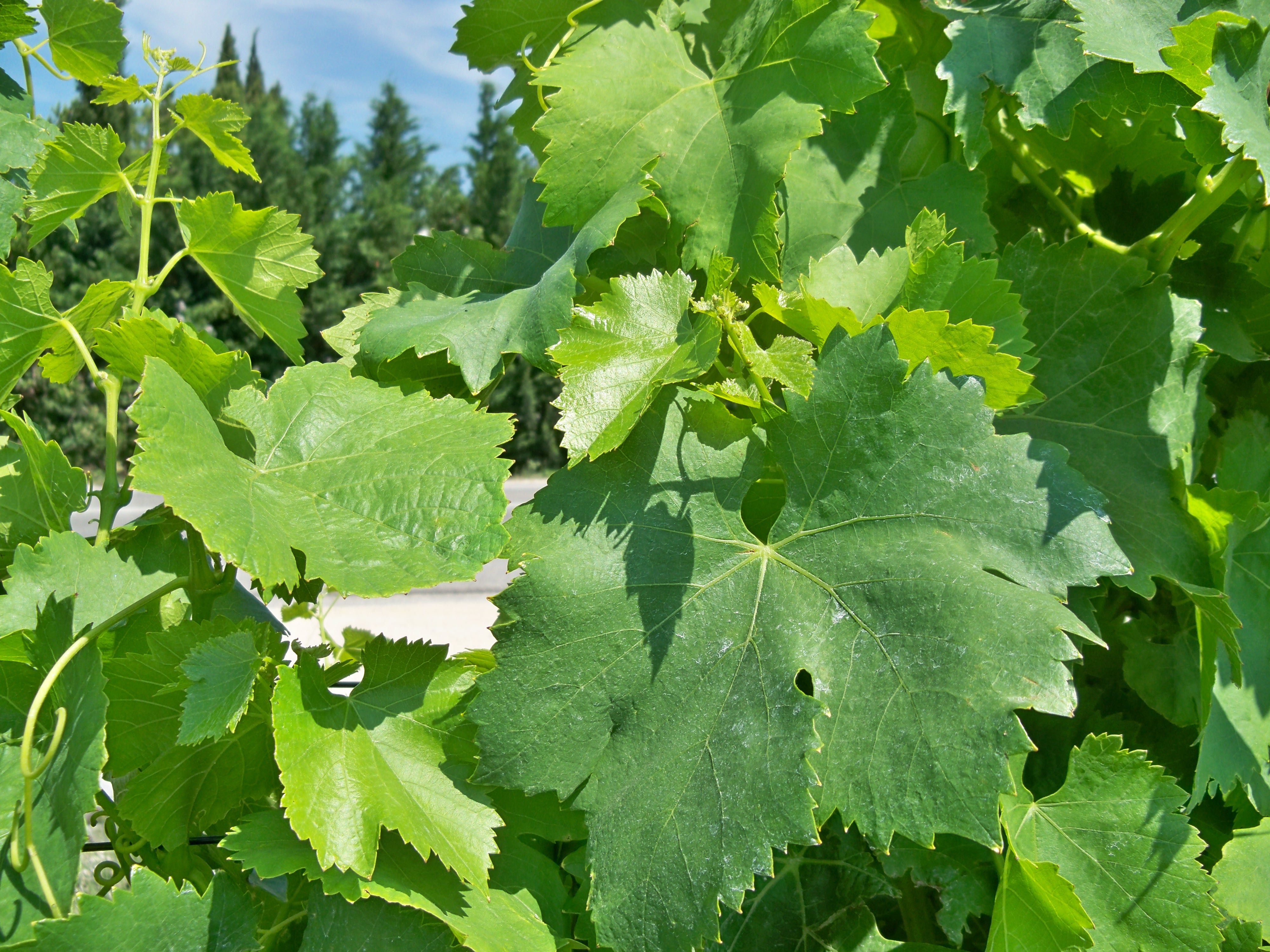
Feuilles de grenache blanc.

- Extrémité du jeune rameau épanoui, duveteux blanc à liseré faiblement carminé.
- Jeune feuilles aranéeuses, vertes ou légèrement à plages bronzées, très brillantes.
- Feuilles adultes, à 5 lobes avec des sinus latéraux supérieurs très étroits et à fonds aigus, un sinus pétiolaire en lyre plus ou moins ouverte, dents anguleuses, étroites et petites.
- Grappe moyenne à grande, de forme tronconique, compacte et ailée.
- Baies de taille moyenne.

## Aptitudes culturales
Le cépage est très vigoureux mais moyennement productif. Il est adapté aux sols graveleux ou caillouteux peu acides. Il donne selon les sols et type de vins de 20 hL/ha en Roussillon, à près de 100 hL/ha en zone de plaine. Le grenache est généralement conduit en gobelet à taille courte.
La maturité est de deuxième époque : 3 semaines et demi après le chasselas.
Il est peu sensible à l'oïdium mais il craint le mildiou, l'excoriose, la pourriture grise, la carence en magnésie et les vers de la grappe. Il résiste bien à la sécheresse et aux vents violents.
Ses trois clones agréés portent les numéros 141, 143 et 1213.

## Potentiel technologique
Le grenache blanc donne des vins blancs secs puissants et chaleureux, avec du gras et de l'ampleur ainsi qu'une belle longueur en bouche, mais manquant souvent d'acidité. Il est souvent assemblé à la roussanne, la marsanne, au bourboulenc ou encore au viognier, auxquels il confère un bel équilibre. Naturellement riche en sucre, il sert également à l'élaboration des vins doux naturels. Sa propension naturelle à l'oxydation est enfin très prisée pour l'élaboration de « rancio ».
Les vins issus du grenache blanc sont marqués par des arômes de Reine Claude, de fleur d'amandiers, de fenouil, d'aneth, de nectarine blanche, de melon ou encore de coing.

## Synonymes
Le grenache blanc est connu également sous les noms de:
- Alicant belyi (ex-Yougoslavie)
- Alicante blanca (Espagne)
- Belan (Croatie, Macédoine du Nord)
- Belon (Croatie, Macédoine du Nord)
- Bernacha blanca (Espagne)
- Feher grenache (Hongrie)
- Garnacha (Espagne)
- Garnacho blanco (Espagne)
- Garnacha blanca (Espagne)
- Garnatxa (Espagne)
- Garnatxa blanca (Espagne)
- Gkrenas mplan (ex-Yougoslavie)
- Grenache bijeli
- Grenache white
- Grenas bijeli
- Grenash beli (ex-Yougoslavie)
- Grenash belyi (ex-Yougoslavie)
- Grenash bjal (ex-Yougoslavie)
- Lladanor blanca (Espagne)
- Lladoner blanco
- Rool grenache
- San jaime
- Silla blanc (France)
- Sillina lanc (France)

#### Internet
- « Grenache Blanc », sur Viticulture et Vignoble, 21 décembre 2014.
- « Grenache blanc », sur Vin-vigne.com.
- « Grenache blanc (cépage blanc) », sur Dico du vin, le dictionnaire du vin, 3 septembre 2012.
- « Grenache blanc », sur Passionvin.net.
- (en) « Getting Into Grenache Blanc Wine », sur Wine Folly, 26 août 2016.
- (en) « Grenache Blanc Wine Information », sur Wine-Searcher.

#### Presse
- Marlène Angelloz, « Et si vous en plantiez du grenache blanc… Où ? Et pour quoi faire ? », sur mon-ViTi, 20 juin 2016.